# Olympiska sommarspelen 1960
Olympiska sommarspelen 1960 var de sjuttonde moderna olympiska spelen och hölls i Rom i Italien mellan den 25 augusti och 11 september 1960.
I rodd vann Tyskland herrarnas åtta - man bröt därmed USA:s segersvit från 1920, som alltså stannade på åtta segrar. Precis som i rodd hade USA åtta raka segrar sedan 1920 i friidrottens 4 x100 m för herrar. Här sprack sviten när Frank Budd och Ray Norton, i finalen, växlade utanför växlingszonen och diskvalificerades. Även här blev Tyskland segrare. Wilma Rudolph, USA, tog tre friidrottsguld, 100 m, 200 m och 4 x 100 m. Som barn led hon av polio och det ansågs att hon aldrig skulle kunna gå ordentligt. I Rom 1960 hyllades hon för sitt "vackra löpsteg".
Danmarks Paul Elvström vann sitt fjärde raka OS-guld - i seglingens finnjolleklass. Han är, tillsammans med diskuskastaren Al Oerter och längdhopparen Carl Lewis, ende olympier att vinna individuella guld fyra OS i rad. Danske cyklisten Knud Enemark Jensen dog under lagtempoloppet som kördes i stekande solsken. Det framkom senare att han också var dopad.
Svenske kanotisten Gert Fredriksson tog sitt sjätte OS-guld (tillsammans med Sven-Olov Sjödelius i K-2, 1000 m). Han blir därmed Sveriges meste OS-guldmedaljör och segerrikaste OS-kanotisten på herrsidan, någonsin.
Afrika (utanför arabländerna och Sydafrika) fick sin första medalj genom boxaren Ike Quartley från Ghana som tog silver i lätt weltervikt. Fem dagar senare kom första guldet. Abebe Bikila, Etiopien, sprang barfota i maratonloppet och var först över mållinjen. Egypten och Syrien deltog med ett gemensamt lag under namnet Förenade arabrepubliken. Indien med sex raka segrar i landhockey sedan 1928, förlorade finalen mot ärkerivalen Pakistan. Naseer Ahmed Bunda gjorde matchens enda mål och Pakistan fick sitt första OS-guld någonsin.

## Sporter
| - Basket - Boxning - Brottning - Cykling - Fotboll - Friidrott - Fäktning |  | - Gymnastik - Kanotsport - Landhockey - Modern femkamp - Ridsport - Rodd |  | - Segling - Simhopp - Simning - Skytte - Tyngdlyftning - Vattenpolo |

## Medaljfördelning
| Plac. | Land            | Guld | Silver | Brons | Totalt antal medaljer |
| ----- | --------------- | ---- | ------ | ----- | --------------------- |
| 1     | Sovjetunionen   | 43   | 29     | 31    | 103                   |
| 2     | USA             | 34   | 21     | 16    | 71                    |
| 3     | Italien         | 13   | 10     | 13    | 36                    |
| 4     | Tyskland        | 12   | 19     | 11    | 42                    |
| 5     | Australien      | 8    | 8      | 6     | 22                    |
| 6     | Turkiet         | 7    | 2      | 0     | 9                     |
| 7     | Ungern          | 6    | 8      | 7     | 21                    |
| 8     | Japan           | 4    | 7      | 7     | 18                    |
| 9     | Polen           | 4    | 6      | 11    | 21                    |
| 10    | Tjeckoslovakien | 3    | 2      | 3     | 8                     |

## Deltagande nationer
Totalt deltog 84 länder i spelen 1960. Marocko, San Marino, Sudan och Tunisien debuterade vid dessa spel. Även Surinam ställde upp för första gången, men deras enda deltagare drog sig ur under spelen och därmed var det endast 83 länder som faktiskt tävlade. Deltagare från Barbados, Jamaica och Trinidad och Tobago tävlade som Brittiska Västindien, dock endast under spelen 1960 då de fyra år senare tävlade var för sig igen. Västtyskland och Östtyskland deltog i ett gemensamt lag kallat Tysklands förenade lag mellan 1956 och 1964.
| | | | |
| - Afghanistan - Argentina - Australien - Bahamas - Belgien - Bermuda - Brasilien - Brittiska Guyana - Bulgarien - Burma - Ceylon - Chile - Colombia - Danmark - Etiopien - Fiji - Filippinerna - Finland - Frankrike - Förenade arabrepubliken - Ghana | - Grekland - Haiti - Hongkong - Indien - Indonesien - Iran - Irak - Irland - Israel - Italien - Island - Japan - Jugoslavien - Kanada - Kenya - Kuba - Libanon - Liberia - Liechtenstein - Luxemburg - Malaya | - Malta - Marocko - Mexiko - Monaco - Nederländerna - Nederländska Antillerna - Nigeria - Norge - Nya Zeeland - Pakistan - Panama - Peru - Polen - Portugal - Puerto Rico - Republiken Kina - Rumänien - San Marino - Schweiz - Singapore - Sovjetunionen | - Spanien - Storbritannien - Sudan - Surinam - Sverige - Sydafrika - Sydkorea - Sydrhodesia - Sydvietnam - Thailand - Tjeckoslovakien - Tunisien - Turkiet - Tyskland - Uganda - Ungern - Uruguay - USA - Venezuela - Västindiska federationen - Österrike |